# Laura Grigori
Laura Grigori est une informaticienne et mathématicienne en mathématiques appliquées franco-roumaine, connue pour ses recherches en algèbre linéaire numérique (en) et sur les algorithmes évitant la communication (en). Elle est directrice de recherche à l'Institut Français de Recherche en Informatique et Automatisation (INRIA) à Paris, et dirige le projet de calcul scientifique «Alpines» mené conjointement avec l'INRIA et le Laboratoire Jacques-Louis Lions de l'Université de la Sorbonne.

## Éducation et carrière
Laura Grigori obtient son doctorat à l'Université Henri Poincaré en 2001. Sa thèse, Prédiction de structure et algorithmique parallèle pour la factorisation LU des matrices creuses, traite de l'utilisation d'algorithmes parallèles dans la décomposition LU de matrices clairsemées, et a été supervisée par Michel Cosnard.
Après des recherches post-doctorales à l'Université de Californie, à Berkeley et au Lawrence Berkeley National Laboratory, elle devient chercheuse à l'INRIA en 2004, et prend la responsabilité du projet Alpines en 2013. En 2018, elle rejoint le conseil de SIAM,.
Laura Grigori est membre du comité de pilotage scientifique du PRACE depuis septembre 2016, et en devient la présidente en 2020,.
En mars 2020, Laura Grigori est aussi membre du comité scientifique de l'initiative Fast Track Call for Proposals (en français Appel à propositions accéléré) du PRACE afin d'aider à la mitigation de l'impact de la Covid-19.

## Reconnaissance
Un article de 2012 sur les algorithmes évitant la communication pour la décomposition de matrice parallèle par Laura Grigori, James Demmel, Mark Hoemmen et Julien Langou permet de remporter un prix au groupe d'activités de 2016 sur le supercalcul de la Society for Industrial and Applied Mathematics (SIAM) : il est nommé meilleur article traitant de parallélisme scientifique et d'ingénierie informatique des quatre années précédentes.
Grigori est invitée en tant que conférencière lors de nombreuses conférences internationales sur l'informatique scientifique. En 2020, Grigori est nommée membre du SIAM pour « ses contributions à l'algèbre linéaire numérique, y compris les algorithmes évitant la communication ».